# ۲۳ روباه
۲۳ روباه یک ستاره است که در صورت فلکی روباهک قرار دارد.